# Gliptodonty

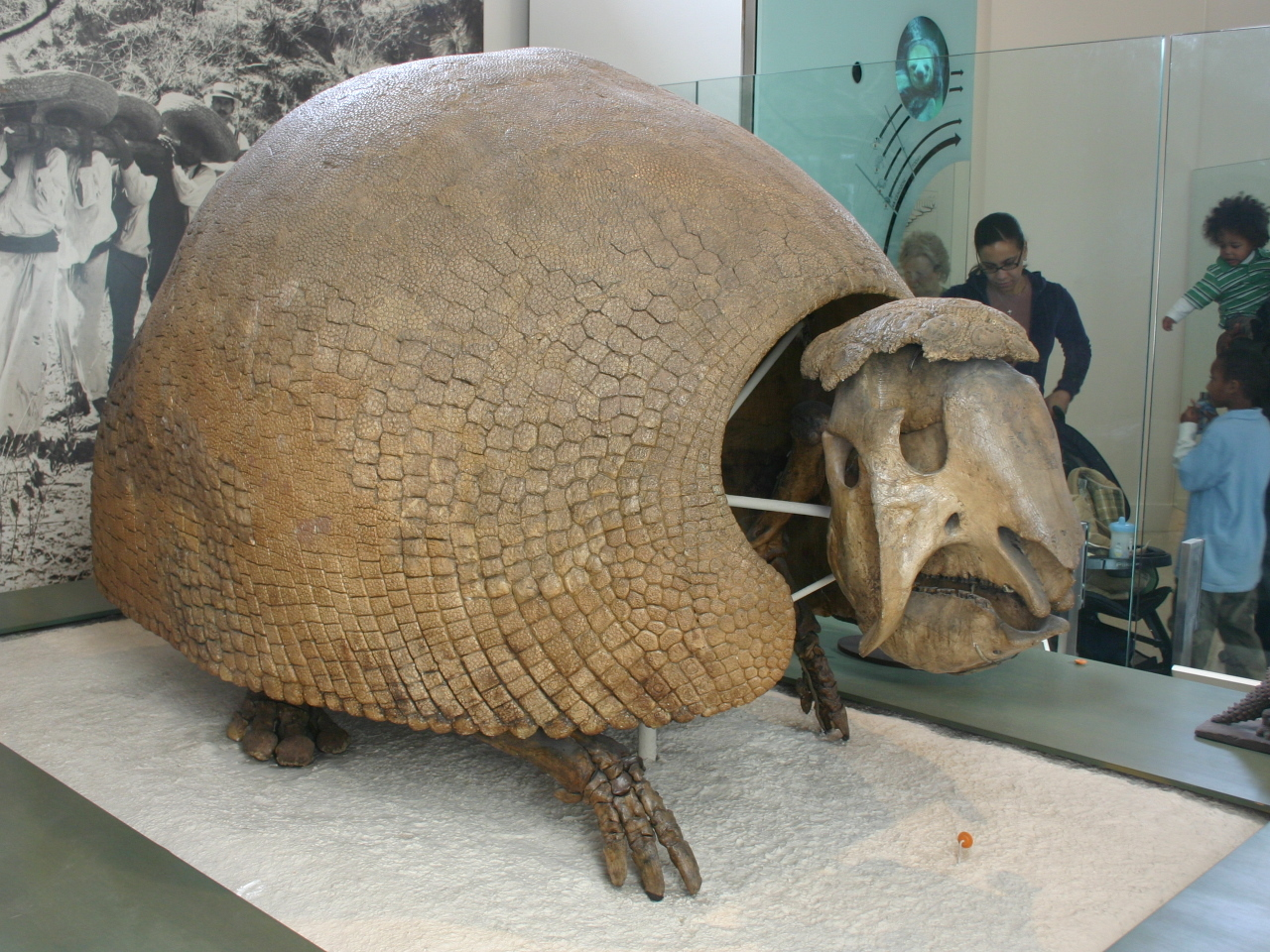
Zrekonstruowany szkielet i pancerz przedstawiciela rodziny gliptodontów - Panochthus frenzelianus

Gliptodonty (Glyptodontinae) – podrodzina wymarłych ssaków, większych i bardziej uzbrojonych krewnych dzisiejszych pancerników. Występowały w Ameryce Południowej od miocenu do końca plejstocenu. Gliptodonty żyjące na początku tej epoki posiadały jeszcze wiele cech prymitywnych i do takich właśnie należał Parapropalaehoplophorus septentrionalis, odkryty w dzisiejszym Chile i opisany stosunkowo niedawno, bo w 2007. Kiedy z kolei 3 mln lat temu pojawił się Przesmyk Panamski, południowoamerykańskie gliptodonty dostały się na nieznane im wcześniej tereny Ameryki Północnej, tak jak wiele innych gatunków zwierząt w tym okresie.
Tradycyjnie klasyfikowane jako odrębna rodzina szczerbaków; z analiz filogenetycznych przeprowadzonych przez Delsuca i współpracowników (2016) oraz Mitchella i współpracowników (2016) wynika jednak, że pancerniki nie tworzą kladu, do którego nie należałyby także gliptodonty (przy czym gliptodonty są najbliżej spokrewnione z kladem obejmującym rodzaje Cabassous, Tolypeutes, Priodontes, Chlamyphorus i Calyptophractus). Na tej podstawie Delsuc i współpracownicy (2016) sklasyfikowali gliptodonty jako podrodzinę wchodzącą w skład wyróżnianej przez autorów rodziny pancerników Chlamyphoridae.

## Pancerz
Najbardziej charakterystyczną cechą tych zwierząt był solidny pancerz przypominający żółwi, skostniały i dobrze zachowany w skamieniałościach. U każdego z gatunków gliptodontów wzór na nim występujący był inny. Ponieważ w przeciwieństwie do dzisiejszych żółwi ssaki te nie były w stanie wciągać swej głowy pod pancerz, także na niej rozwinęło się kostne zabezpieczenie, przypominające twardy hełm. Przypominający buławę ogon otaczały chroniące go dodatkowo kostne pierścienie. Mogła być ona używana do obrony siebie i innych osobników swego gatunku przed drapieżnikami (podobnie czyniły ankylozaury pod koniec ery mezozoicznej – jest to jeden z ciekawszych przykładów konwergencji w dziejach Ziemi). Gliptodonty cechowały się ogromnymi, zwłaszcza w porównaniu z dzisiejszymi pancernikami, rozmiarami. Typowy rodzaj, Glyptodon, osiągał rozmiary niewielkiego samochodu i mógł ważyć tonę. Tak dalece rozwinięte przystosowania obronne wiązały się z istnieniem wielkich i niebezpiecznych drapieżników, zdolnych do polowań na dobrze chronione stworzenia. W czasie ewolucji omawianej rodziny najgroźniejszymi drapieżcami na ich kontynencie byli przedstawiciele rodziny Phorusrhacidae – olbrzymie nielotne ptaki – oraz torbacze, takie jak Borhyaena i Thylacosmilus (do końca gelasu) oraz koty szablozębne (od około 2 mln lat temu).

## Pożywienie
Gliptodonty były roślinożercami. Jak inne, w tym także dzisiejsze szczerbaki, nie miały one ani siekaczy, ani też kłów (od tego pochodzi nazwa ich rzędu). Miały one za to liczne zęby policzkowe zdolne do miażdżenia twardej roślinności, takiej jak trawy. Ich szczęki były głębokie, zaopatrzone w duże wyrostki stanowiące miejsce przyczepu potężnych mięśni używanych podczas pożywiania się.

## Rodzaje
- †Doedicurus
- †Glyptodon (typowy)
- †Glyptotherium
- †Parapropalaehoplophorus

## Wymarcie

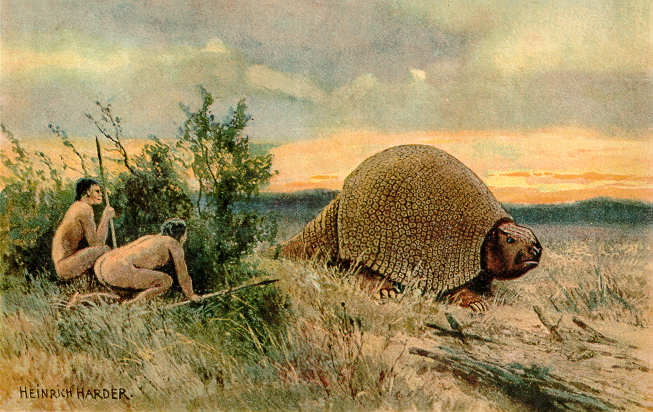
Polowanie ludzi na gliptodonta

Zwierzęta te wyginęły pod koniec epoki lodowej razem z innymi przedstawicielami megafauny, takimi jak choćby jeszcze od nich większe naziemne leniwce – megateria. Przeżyły za to ich znacznie mniejsi, gorzej opancerzeni, jednak zwinniejsi i zapewne liczniejsi kuzyni – pancerniki, spotykane w Ameryce po dziś dzień.